# Hans-Dieter Schöne
Hans-Dieter Schöne (* 22. Dezember 1942 in Kamenz) ist ein deutscher Organist und Kirchenmusikdirektor.

## Leben
Schöne wuchs in Kamenz und Dresden auf. Von 1963 bis 1968 absolvierte er eine Organistenausbildung an den Kirchenmusikschulen in Dresden (B-Prüfung) und in Halle (A-Examen). Anschließend studierte er bis 1975 Klavierpädagogik an der Hochschule für Musik „Carl Maria von Weber“ in Dresden.
Parallel dazu begann Schöne 1968 eine Tätigkeit als Kantor in Werdau. 1980 wurde er zum Kirchenmusikdirektor ernannt. Seit 1984 unterrichtete er als Dozent an der Hochschule für Kirchenmusik Dresden Orgelliteratur. 1990 wurde er an die Apostelkirche nach Dresden-Trachau berufen und war als Kirchenmusikdirektor für den Bereich Dresden-Mitte zuständig. Zahlreiche Konzertreisen führten ihn als Solist und als Begleiter für den Dresdner Kreuzchor und die Staatskapelle Dresden ins In- und Ausland. Ende 2006 ging er in den Ruhestand. Schöne ist verheiratet und hat drei Söhne.
| Personendaten    | Personendaten                               |
| ---------------- | ------------------------------------------- |
| NAME             | Schöne, Hans-Dieter                         |
| KURZBESCHREIBUNG | deutscher Organist und Kirchenmusikdirektor |
| GEBURTSDATUM     | 22. Dezember 1942                           |
| GEBURTSORT       | Kamenz                                      |